# スリングショット (水着)
スリングショットは、女性用水着の一種である。マイクロビキニと同様に、肌の露出面積が広い水着として知られる。英語では "Sling Bikini"、 "Two way" （二枚布）あるいは "Suspender bikini"（サスペンダー型ビキニ）と称する。男性用も存在する。

## デザイン
上下でつながる点はワンピースと同じだが、生地は縦長に首・胸・臍の横を通り股間まで左右に分割され、横でつながる部分は首、腰、脇の下のみであることが特徴である。この型が投石器のスリングショットに使われる布を連想させるため名付けられた。
生地は上下に渡りブラはホルターネックに近いデザインとなり、ストラップレスのチューブトップビキニと対称的である。ブラ部は前後移動に強いが、左右移動に弱い欠点がある。胸部を横から見た時の無防備さと刺激度の強烈加減はビキニに匹敵する。ツートンカラーを採用する場合、左右に分かれている点を活かして左右で2色に分けたカラーリングも多い。
ボトムも必然的にハイレグやTバックが適用されやすいデザインである。
バリエーションに「胸の横から脇の下からにも紐がある」「ブラの間に多数の紐がある」などがある。紐が多いと被覆面積が少ないワンピースとなり、左右の布の間は紐が少ないものが正統派とされる。長大なV字布が肩から股間まで一貫する過激なデザインの水着は、「Vストリング」（V字ひも）と称されて異なるものとされることもある。
バックスタイルとしてはV字のもの、非常に過激なI字のもの、それとY字のものがある。

## スリングショットの歴史
アメリカは夏になるとビキニコンテストが開催され、コンテストで優勝すると賞金が貰えた。特にビーチとして名所の多いフロリダ州ではビキニコンテストは地域の文化でありイベント数が非常に多くコンテストに出場して賞金を得ることで生計を立てる女性達がいた。彼女達を通称サーキットガール（Circuit Girl）と呼んだ。80年代末から90年代初頭のコンテストで主にサーキットガールが着ていたビキニはセパレートタイプのオーソドックスなTバックやワンピースタイプのTバックビキニであった。時代が1,2年進むとサーキットガール達は賞金を確実に得る為により過激なビキニをコンテストで着るようになった。それがスリングショットである。サーキットガールは主催者や誰かの指示を受けてスリングショットを着た訳ではなく自分たちが自ら着ることを選択していた。サーキットガールの着ているスリングショットはオーダーメイドで非常に露出度が高く、泳ぐことは勿論、少しでも屈むとバストが露わになってしまうビキニであった。フロントはバストトップと股間をV字に通った帯状の生地で隠して、バックは肩から尻に向かって2本の紐がV字（Y字）に食い込んだデザインで横から見ると一切生地が無く裸同然に見えた。一部のサーキットガールはより露出度を高める為、フロントを帯ではなくバストトップだけ隠せるパッチ形状の生地にして股間部の逆三角の小さな生地とパッチを細い紐でV字に繋げて、バックは首の付け根から尻に向かって1本の細い紐がI字に食い込んだだけで全体通して全く生地が無い究極のデザインだった。露出度の高いスリングショットで壇上でダンスを披露するため、ビキニバイトと呼ばれる接着剤で、ビキニとバストを接着してバストが露わにならぬよう防いでいた。それが影響してか乳首とビキニの生地が貼り付き、バストトップの位置が丸分かりな状態の女性もいた。
フロリダのローカル番組ではビキニコンテストの内容が放送されたり、『Bikini Beach Party』というVHSやDave Hardmanという方がプロデュースした『Bikini Crazy Contest』というVHSやDVDも発売された。日本でもスリングショットを着たサーキットガールのファンはいて現地ホームページである『hot-bikinis.com』（現在は閉鎖）からインターネットを介して『Bikini Crazy Contest』のVHSやDVDは購入可能であった。その影響から大手アダルトショップのラムタラでも2000年頃に『Bikini Crazy Contest』のVHSが輸入され販売されていた。『Bikini Beach Party』はスリングショットを着たサーキットガールがちらほらおり、司会者がいて解説やリアクションもシッカリとしたカジュアルな内容であった。一方で『Bikini Crazy Contest』は司会者がおらず編集もほぼ皆無で観衆の叫び声や逆光もそのまま入っているが、出場者の女性やサーキットガールのほとんどが様々なデザインのスリングショットを着ており壇上に上がってダンスや自己アピールを披露、それをローアングルから撮影した非常に過激な内容の映像であった。双方のタイトル共に脱いだり性行為などの内容は無い。
フロリダのビキニコンテスト及びスリングショットは日本国内でも『世界まる見え!テレビ特捜部』で1994年1月17日に
これからお見せする映像は多少刺激的ではありますが、まさにあの国を代表する素晴らしいお祭りです
『全米興奮　バカと水着の祭典』
と題して放送された。シンディ·リッチ（Cindy Rich）というサーキットガールがスリングショット姿でスタジオに登場した。シンディのスリングショットは正面にラメが施され、バックはテグスのような1本の細い糸で構築された大変セクシーなデザインだった。出演者であった北野武や楠田枝里子、田中義剛はシンディのスリングショット姿を見て
「この水着は不安じゃありませんか？」→「No」
「この水着はいくらで買えるのですか？」→「125$」
「後ろの紐は変な感じしないのか？」→「ちょっと変な感じだが慣れる」
など興奮して質問していた。シンディの紹介VTRでは黒のメッシュタイプのスリングショット（胸に星型のパッチ、バックは黒い紐が1本）が披露される。これらはゴールデンタイム枠とは思えない過激な内容であった。
90年代も末期に入ると本場フロリダのビキニコンテストのイベント数が徐々に減り始めて、サーキットガール達が生計を立てられるほどのイベント数ではなくなってしまった。これはつまりスリングショットのような露出するビキニを着る理由もなくなる訳で「ビキニコンテストで賞金を得る為の勝負衣装」から「どうしても着たい人が着る露出した衣装」に成り下がりスリングショットの文化は衰退して行った。
現在でもcolleen kellyやwickedtemptationsなどのビキニブランドショップではスリングショットを扱っているがビキニコンテスト会場で見るようなことはない。
日本ではスリングショットは過激なデザインとして捉えられ、グラビアアイドルの雨宮留菜や小町ねねなど一部見られる程度となっており、一般に使用されるビキニとしてはあまり見られていない。公共プールではスリングショットはおろかTバック程度の露出も現在では禁止とされている。

## 男性用
男性用スリングショットはマンキニ（英語：mankini。manとbikini のかばん語）と呼ばれる。
2006年5月にカンヌ国際映画祭の映画『ボラット 栄光ナル国家カザフスタンのためのアメリカ文化学習』プロモーションで、主演のサシャ・バロン・コーエンが蛍光緑色のマンキニ姿を披露した。イギリスニューキーなど、一部の海水浴場は着用を禁止されている。
2009年にコリンズ英語辞典、2011年8月にオックスフォード英語辞典に収録された。
日本では「ムタンガ」(Mutanga) と称して販売するものも見られる。テレビ番組『ダウンタウンのごっつええ感じ』で放送された人気コント「放課後電磁波クラブ」で、今田耕司や東野幸治が着用した。